# Ернст Душен
Ернст Душен (нім. Ernst Duschön, нар.13 травня 1904, Грюнштайн, нині частина Гефреса — †22 червня 1981, Дюссельдорф) — німецький політик, депутат Райхстагу від Націонал-соціалістичної робітничої партії Німеччини, Криворізький і П'ятихатський гебітскомісар.

## Життєпис
З 1910 по 1918 рік відвідував восьмирічну народну школу в Гефресі. Потім став робітником і, зрештою, каменярем у Вюльфраті, що в Рейнській області.
1920 року став членом молодіжного крила СДПН «Соціалістична Робітнича Молодь». Пізніше перейшов у саму СДПН, членом якої був до початку 1924. Членство Душена в СДПН засвідчено і в добу націонал-соціалізму у «довіднику райхстагу» за 1938 рік. У лютому 1924 вступав у політичні організації, що легально дублювали діяльність забороненої на той час НСДАП, в тому числі у «Великонімецьку національну спільність» Альфреда Розенберга. Після перереєстрації нацистської партії став її членом 4 травня 1925. 12 жовтня 1926 з невідомих причин вийшов із НСДАП, однак 1 липня 1927 року знову влився до її лав. З липня 1929 року по вересень 1932 року був партійним керівником секції, а згодом місцевого осередку у Вюльфраті. Водночас був штатним партійним оратором гау Дюссельдорфа і членом штабу місцевого гауляйтера Фрідріха Карла Флоріана. 
У вересні 1932 року Душен переїхав у Східну Пруссію і обійняв посаду керівника фабрично-заводських осередків НСДАП гау Кенігсберга. Після здобуття влади нацистами Душен на виборах до Райхстагу в березні 1933 року отримав депутатський мандат. Із травня 1933 по 1937 рік очолював спершу районний осередок, а потім і обласну організацію (був гаувальтером) Німецького трудового фронту в гау Східна Пруссія; на цій посаді він належав до штабу гауляйтера Еріха Коха. У серпні 1937 року Душен став у Берліні суддею Суду честі та дисципліни Німецького трудового фронту. Ймовірно, в тому самому році він став членом Імперської ради праці та економіки, а також Імперської палати праці.
Під час війни проти Радянського Союзу був гебітскомісаром у П'ятихатській і Криворізькій міській округах генеральної округи Дніпропетровськ райхскомісаріату Україна. 1942 року Душен
доповідав, що мобілізація робочої сили в Німеччину, до якої він був причетним за службовим обов'язком, спочатку населенням сприймалася скептично, але після того, як надійшло чимало листів про задовільні умови життя й праці, населення почало більше довіряти цій акції.
Після відступу німецьких військ повернувся в 1944 році спочатку в Східну Пруссію. Пізніше втік у Берлін, а потім на початку 1945 року в Західну Німеччину. 
Коли війна закінчилася, Душен, вочевидь, деякий час пробув у полоні союзницьких військ, які його інтернували. З 1950-х проживав у Рейнській області; певний час працював на хімічному заводі в Леверкузені.